# Ciclismo de competición
El ciclismo de competición es un deporte en la que se utilizan distintos tipos de bicicletas. Hay varias modalidades o disciplinas en el ciclismo de competición como ciclismo en carretera, ciclismo en pista,  ciclismo de montaña, trial de ciclismo, ciclocrós, ciclismo BMX y dentro de ellas varias especialidades. El ciclismo de competición es reconocido como un deporte olímpico. La Unión Ciclista Internacional es el organismo gobernante mundial para el ciclismo y eventos internacionales de ciclismo de competición.
A pesar de haber diferentes disciplinas ciclistas, cuando se habla de «carrera ciclista» se suele referir a la disciplina de ciclismo en carretera masculina debido a ser la más común, la más profesionalizada y en la que se realizan más competiciones a lo largo del año.

## Historia

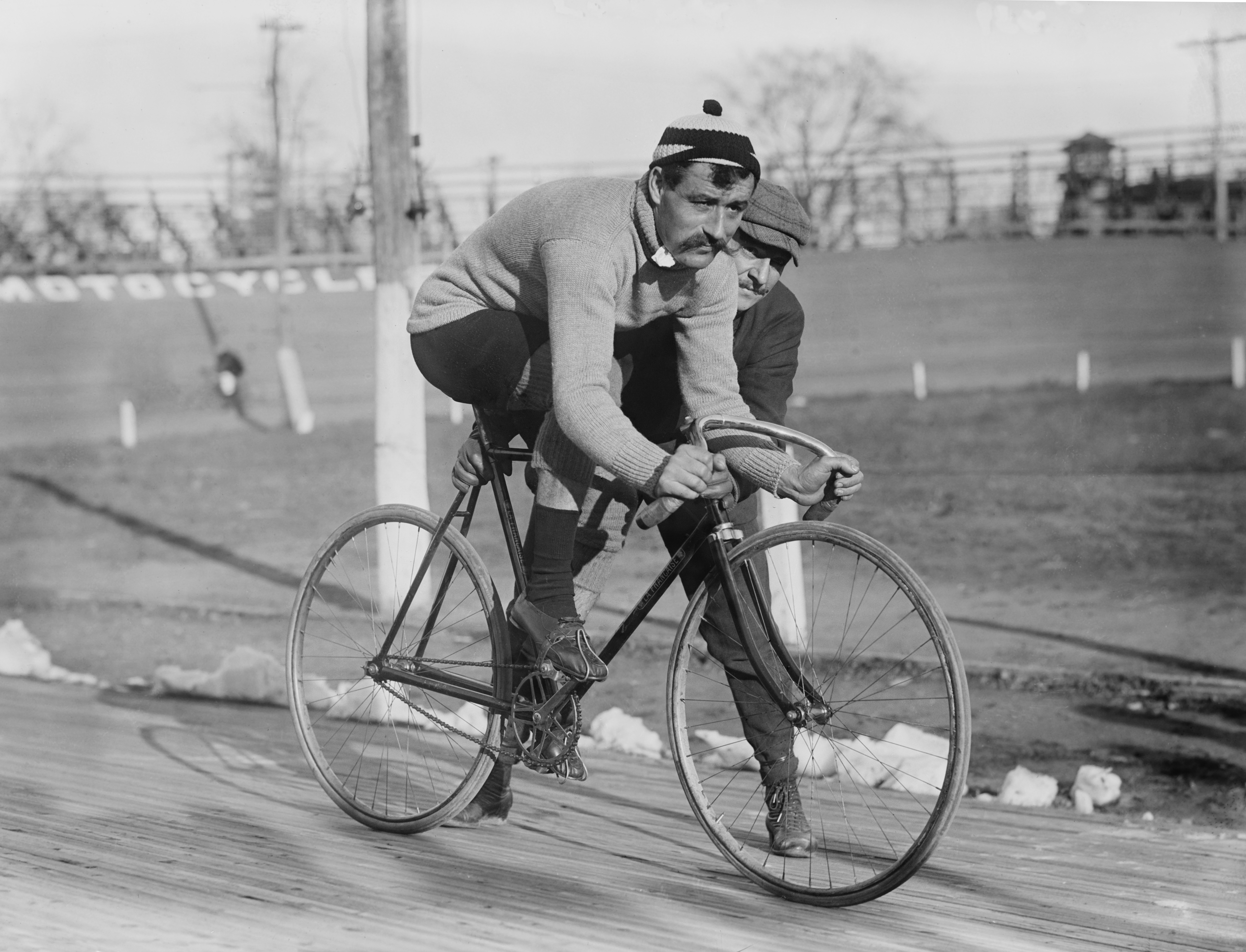
Corredor francés Léon Georget en velódromo de ciclismo en pista, 1909.

La primera prueba ciclista de la historia a modo competitivo registrada se disputó el 31 de mayo de 1868 en un pequeño circuito de 1200 metros en el parque de Saint-Cloud, a las afueras de París, en la que participaron 7 ciclistas y fue ganada por el expatriado británico James Moore con una bicicleta de madera de piñón fijo y ruedas de hierro.
Un año después, se disputó la primera carrera propiamente dicha, concretamente el 7 de noviembre de 1869, entre París y Ruan. En ella participaron un centenar de ciclistas con el objetivo de culminar o ganar la prueba consistente en 123 km. Finalmente, la lograron acabar 33. De nuevo, el británico James Moore ganó la prueba con un tiempo de 10 horas y 45 minutos. La intención de los organizadores fue demostrar que la bicicleta valía como medio de transporte para largas distancias.

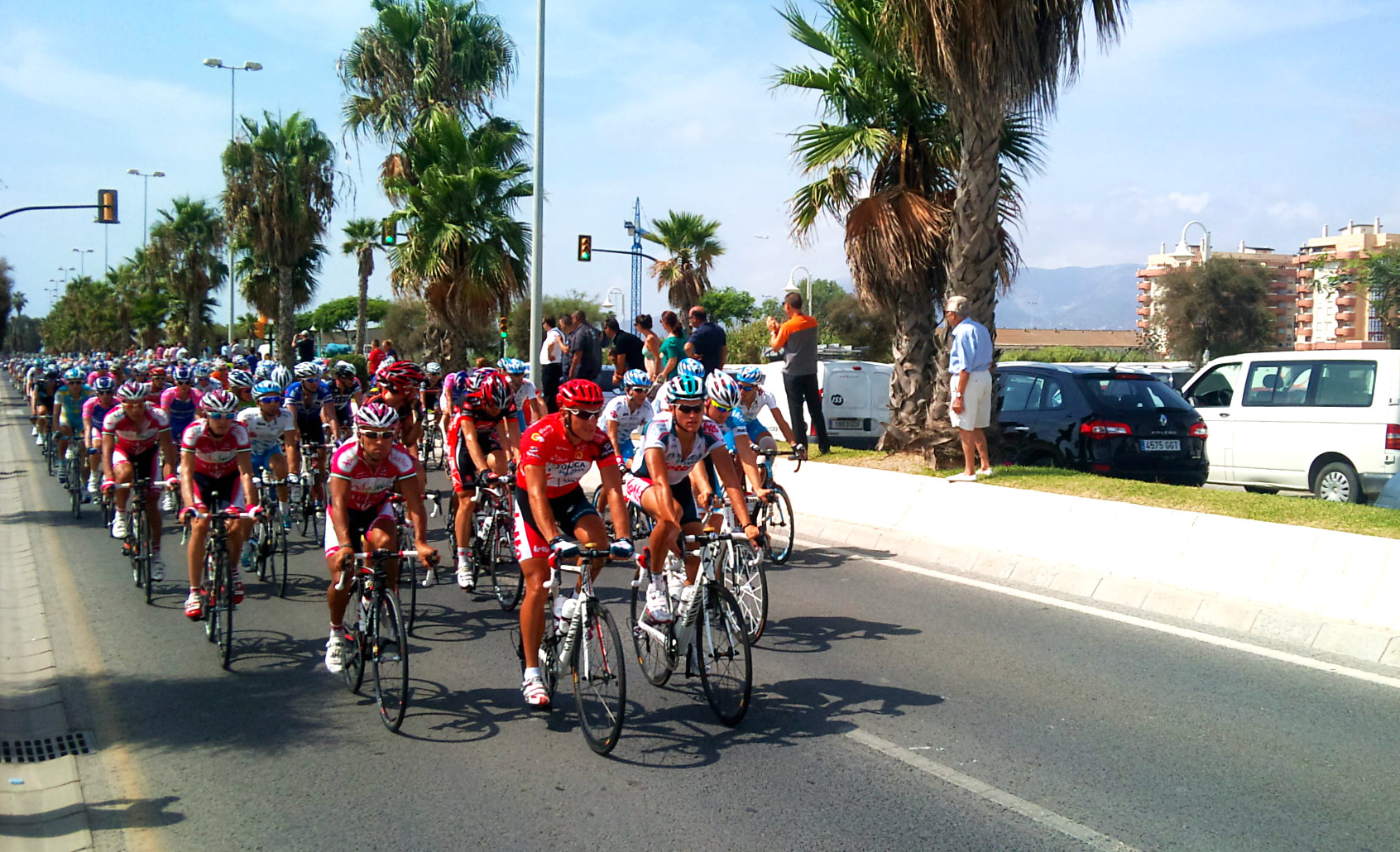
Competición ciclista Vuelta a España.

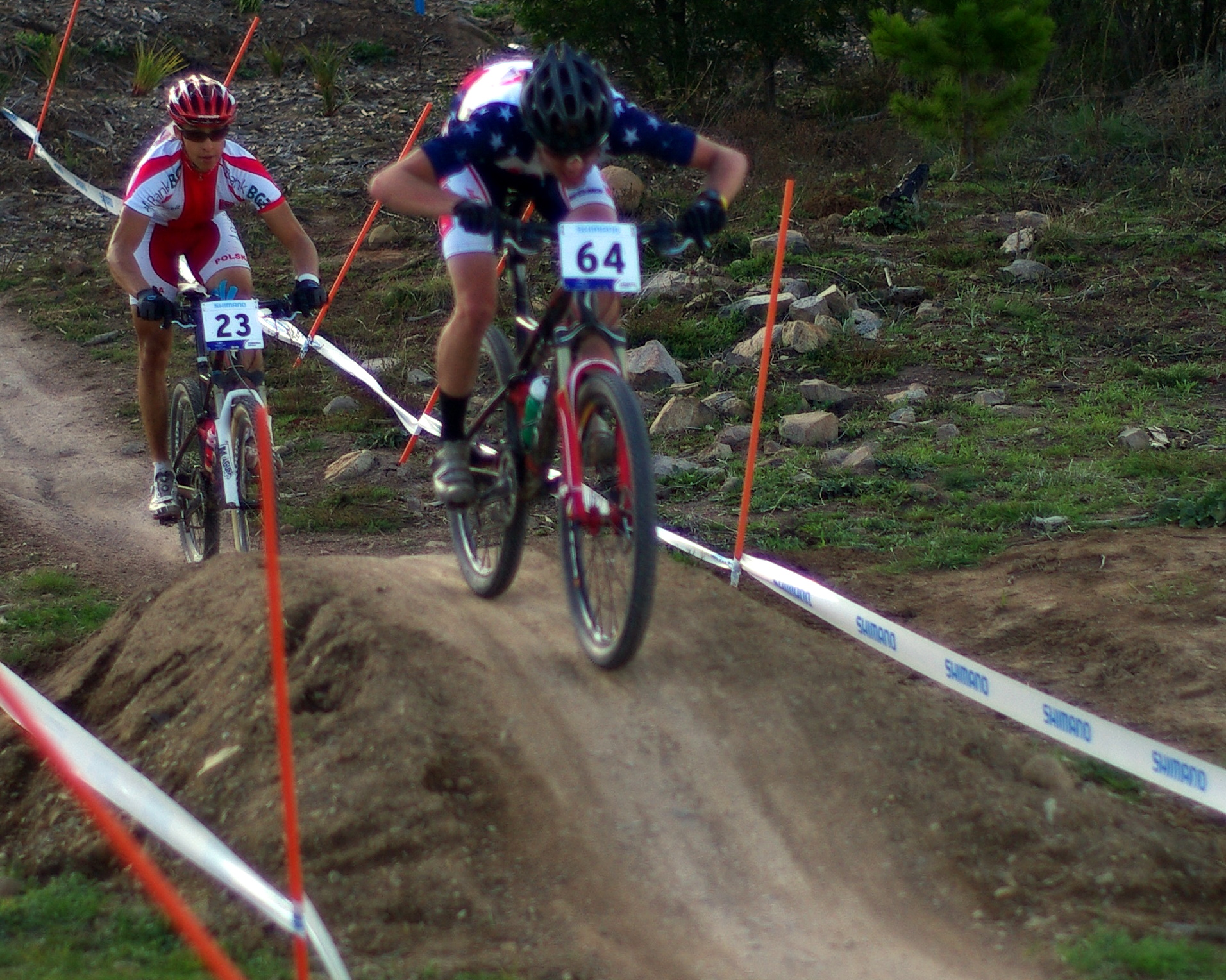
Ciclismo campo a través (Cross-country).

## Disciplinas
Las diversas disciplinas o modalidades del deporte son:
Ciclismo en los Juegos Olímpicos:
- Ciclismo en ruta
- Ciclismo en pista
- Ciclismo de montaña
- Ciclismo BMX

No olímpicos:
- Bici Trial
- Ciclismo artístico
- Ciclismo adaptado
- Ciclobol
- Ciclocrós
- Gravel
- Monociclo (no forma parte de la UCI)
- Reclinadas (no forma parte de la UCI)

## Competiciones ciclistas
Lista de algunas de las principales competiciones ciclistas profesionales:
| Grandes vueltas - Tour de Francia - Giro de Italia - Vuelta a España Vueltas menores - París-Niza - Tirreno-Adriático - Volta a Cataluña - Vuelta al País Vasco - Tour de Romandía - Critérium del Dauphiné - Vuelta a Suiza | Monumentos - París-Roubaix - Tour de Flandes - Lieja-Bastogne-Lieja - Milán-San Remo - Giro de Lombardía Clásicas - Strade Bianche - París-Tours - Amstel Gold Race - Flecha Valona - Clásica de San Sebastián |